# Contestation à Oman en 2011
La contestation à Oman en 2011 débute le 17 février 2011. Le sultanat d'Oman s’inscrivant là dans un contexte révolutionnaire dans le monde arabe. Comme lors de la révolution tunisienne et de la révolution égyptienne, les manifestants demandent plus de libertés et de démocratie, un meilleur respect des droits de l'homme, des emplois et une meilleure répartition des richesses.
La répression fait plusieurs morts et au moins cinq blessés sérieux dans les rangs des manifestants.

## Contexte

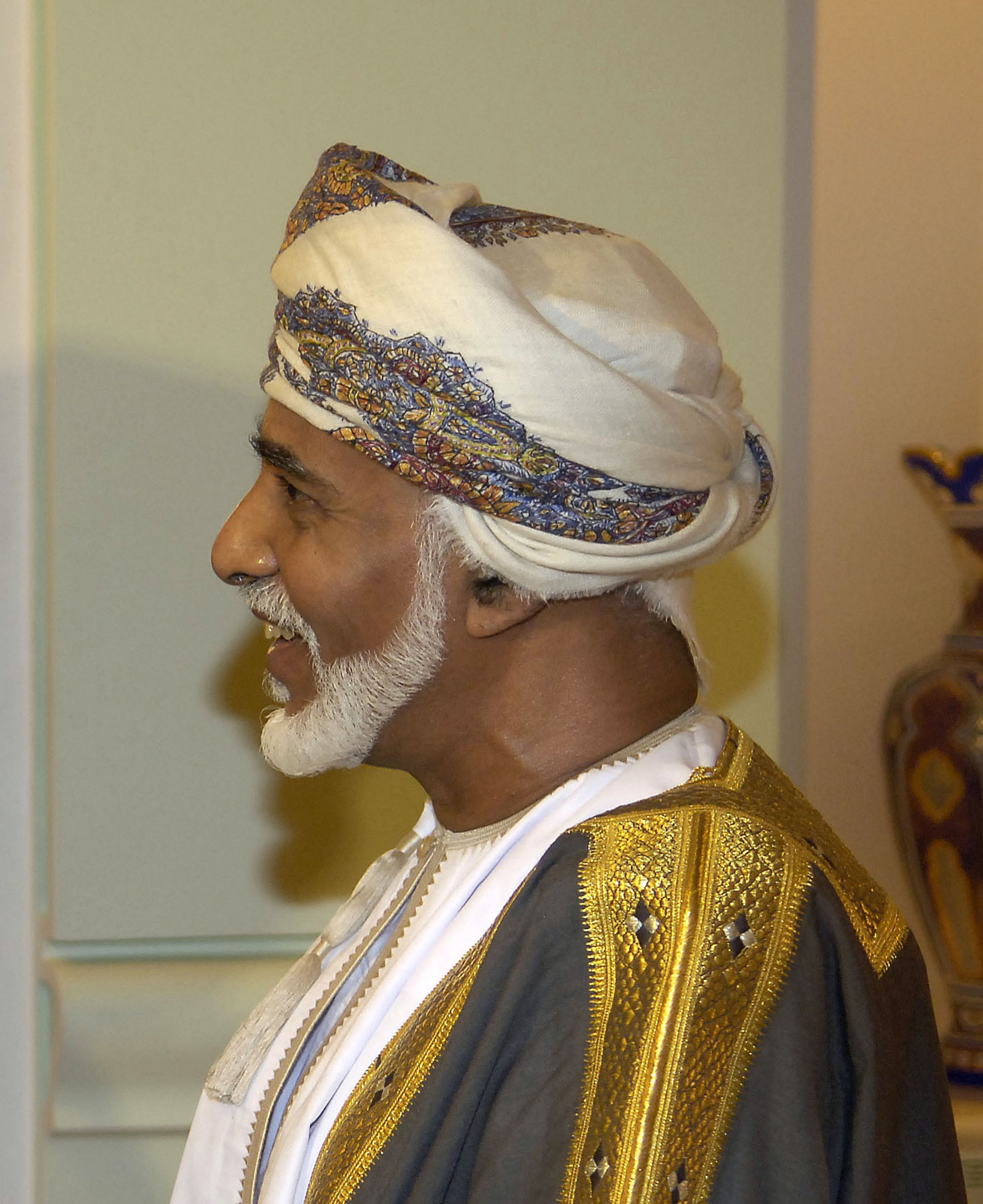
Sultan omanais Qaboos bin Sa'id

Le sultan Qabus ibn Said règne depuis plus de quarante ans sur Oman : après avoir renversé son père en 1970, il utilise les revenus du pétrole et du gaz pour moderniser le pays. Malgré des investissements pour diversifier l’économie, ces deux ressources représentent 65 % des revenus du pays. Ces revenus ont permis un accroissement considérable du niveau de vie et de l’espérance de vie (passée de 46 à 71 ans sous son règne), l’ouverture d’un millier d’écoles, d’une université, la création d’un système de santé gratuit. L’économie demeure largement sous le contrôle de l’État : seuls 19 % des ouvriers travaillent pour des entreprises privées.
Le pays est stratégiquement situé sur le détroit d'Ormuz par où passe 40 % du pétrole mondial.

## Déroulement de la protestation
Les premières manifestations ont lieu fin janvier, lorsqu'un rassemblement de 200 personnes a lieu au district d’Al Khuwair, à Mascate. Pacifiques, ces manifestations s’étendent ensuite aux principales villes du pays : Sohar, Salalah, Sur, Shinaz et Ibri.

### Campagne de février
Les protestataires revendiquent des emplois, de meilleurs salaires, le procès des ministres corrompus, et une ouverture politique,. Les premières manifestations ont lieu à partir du 18 février. D’autres ont lieu à Sohar, le 26 février, puis à Salalah. Le lendemain, deux manifestants meurent lors de l’attaque d’un poste de police. Le 28 février, les personnels d’un hôpital annoncent qu’au moins six personnes sont mortes de la répression
Pour désamorcer la contestation, le sultan procède immédiatement à un remaniement ministériel, et fait relever les bourses étudiantes. Une allocation chômage de 350 € est créée, et le salaire minimum est augmenté de 261 à 373 €.

### Contre-offensive de mars
Le 1er mars, 200 à 300 personnes assiègent Sohar ; la manifestation est dispersée par des blindés et des tirs en l’air qui font un blessé, et dans plusieurs autres villes, comme Salalah, dans le Dhofar, et à l'oasis de Buraïmi, près de la frontière émiratie. Le même jour, un sit-in de 300 personnes est établi devant le conseil consultatif (la Choura).
Les manifestations aboutissent à une ouverture gouvernementale : le 12 mars, le sultan Qabus Ben Saïd Al-Saïd propose d'abandonner une partie du pouvoir législatif au parlement. Il promet également l'embauche de 50 000 fonctionnaires et des augmentations des pensions de retraite, grâce à une aide de 10 milliards de dollars du conseil de coopération du Golfe. La Port Services Corporation augmente les salaires de ses employés de 7,5 à 20 %.
Le 16 mars, l’activité de la zone industrielle de Rusayl, à 45 km au nord de Mascate, est bloquée par environ 1000 grévistes omanais, qui réclament un salaire minimum de 300 riyals omanais, la semaine de cinq jours et des congés payés. Les salariés des Services de sécurité et de sûreté d’Oman bloquent l’autoroute reliant Mascate à l’aéroport international. D’autres manifestations ont lieu à Faud, Marmul, Ibal et dans le secteur pétrolier. Des grèves ont lieu, y compris dans les entreprises sous-traitantes. Enfin, une centaine de Bahreïniens font un sit-in devant l’ambassade de Bahreïn, en protestation contre la répression du printemps bahreïnien.

### Dénouement de la protestation au printemps
Le 29 mars, des dizaines de manifestants sont arrêtés, la nuit, dont les quelques occupants du rond-point de la Terre à Sohar, occupé depuis le milieu du mois de mars par quelques dizaines de manifestants.
Le 1er avril, un tir de la police tue un manifestant à Sohar, alors que plusieurs centaines de personnes réclamaient la libération des prisonniers politiques,. Quatre autres protestataires sont blessés, de 50 à 60 manifestants sont arrêtés. Plusieurs milliers de personnes manifestent à Salalah le 22 avril.
Le 25 avril, le sultan gracie 234 manifestants qui avaient été arrêtés. L’occupation d’une place de Mascate, en face de la choura, dure toujours.
Le 30 avril, les occupants des places de Salalah et de Sur sont rejoints par des centaines de manifestants, après la prière du vendredi.
Le 12 mai, une manifestation a lieu pour réclamer des réformes : plusieurs personnes sont arrêtées. Quinze autres personnes sont arrêtées le surlendemain, alors qu’elles manifestaient à Mascate pour exiger la libération des manifestants précédemment arrêtés.
Le 18 mai, 27 manifestants arrêtés en mars et avril comparaissaient une première fois devant un tribunal. Ils sont officiellement accusés de banditisme, incendie de bâtiments de l’État, outrage à représentant de l’État.